# Isochromodes fulvidula
Isochromodes fulvidula är en fjärilsart som beskrevs av Paul Dognin 1910. Isochromodes fulvidula ingår i släktet Isochromodes och familjen mätare. Inga underarter finns listade i Catalogue of Life.